# Petrovo (miasto Prijedor)
Petrovo (cyr. Петрово) – wieś w Bośni i Hercegowinie, w Republice Serbskiej, w mieście Prijedor. W 2013 roku liczyła 1388 mieszkańców.